# انوار الشهاده
کتاب انوار الشهاده نوشته محمدحسن یزدی (م۱۲۹۷ق) از کتاب‌های مشهور پیرامون عاشورا و حادثه کربلا می‌باشد.

## مؤلف
شیخ محمد حسن بن علی یزدی کثنوی حائری از علمای ایرانی ساکن شهر کربلا بود که دارای تالیفاتی می‌باشد. از جمله انوار الهدایه و میزان الحق و العصمه ولی مشهورترین اثر وی در مقتل الحسین به نام انوار الشهاده است.

## کتاب
انوار الشهاده (نام کامل:انوار الشهاده فی مصائب عتره الطاهره) از آثار مشهور دربارهٔ حماسه عاشوراست که به زبان فارسی نوشته شده و بارها در تهران و قم چاپ شده‌است. چاپ سنگی این اثر ۱۲ سال قبل از وفات مؤلف در سال ۱۲۸۵ ق بوده‌است. با توجه به اینکه کتاب مقتل مشهور اکسیر العبادات فی اسرار الشهادات نوشته ملا آقا دربندی در سال ۱۲۷۹ق چاپ شده می‌توان حدس زد که در انوار الشهاده ردودی بر اکسیر وجود دارد. انوار الشهاده همچنین در سال ۱۳۰۱ق یعنی ۴ سال بعد از فوت مؤلف انجام شده و سپس بارها به صورت افست چاپ شده و انتشارات حق بین قم در سال ۱۳۸۲ش این کتاب را به شیوه حروفی به طبع رسانده‌است. مصحح اثر آیت‌الله سید مهدی لاجوردی قمی کاشانی است. کتاب از ۳۱ فصل تشکیل شده و به صورت تطبیق زمانی مطابق بیان شده و لحنی جذاب و حزن‌انگیز دارد.

## شابک کتاب
شابک: ۹۶۴-۶۴۰۸-۳۱-۱